# 기린중학교
기린중학교(麒麟中學校)는 대한민국 강원특별자치도 인제군 기린면 현리에 있는 공립 중학교이다.

## 학교 연혁
- 1952년 6월 15일 : 기린고등공민학교로 개교
- 1953년 7월 2일 : 홍천중학교 기린분교로 인가
- 1954년 5월 10일 : 기린중학교 3학급 설립 인가
- 1955년 3월 6일 : 제1회 졸업식 거행
- 1995년 11월 30일 : 창암관 준공
- 1999년 5월 11일 : 급식소 준공
- 2001년 12월 12일 : 기린중학교 교사동 증개축 준공
- 2020년 1월 9일 : 제66회 졸업식 거행(졸업생 38명)
- 2020년 3월 1일 : 제23대 김재환 교장 부임
- 2020년 3월 2일 : 기린중학교 신입생 입학(38명)

## 참고 자료
- 기린중학교 - 한국교육학술정보원 학교알리미